# NXT TakeOver: In Your House
NXT TakeOver: In Your House è stato un evento speciale di wrestling organizzato dalla WWE, per il roster di NXT, tra il 2020 e il 2021.
Il nome rievoca In Your House, serie di pay-per-view svoltasi tra il 1995 e il 1999.

## Edizioni
| Edizione        | Data           | Città                | Sede                 | Main event                                                                      |
| --------------- | -------------- | -------------------- | -------------------- | ------------------------------------------------------------------------------- |
| 2020 (Dettagli) | 7 giugno 2020  | Winter Park, Florida | Full Sail University | Charlotte Flair vs. Io Shirai vs. Rhea Ripley                                   |
| 2021 (Dettagli) | 13 giugno 2021 | Orlando, Florida     | Performance Center   | Adam Cole vs. Johnny Gargano vs. Karrion Kross vs. Kyle O'Reilly vs. Pete Dunne |